# Gulyás Mihály Balázs (aktivista)
Gulyás Mihály Balázs (1987–) szociológus, közgazdaságtan-hallgató a Budapesti Corvinus Egyetemen, a 2014-es internetadó-ellenes tüntetéssorozat egyik fő szervezője.

## Családja
Apja, Gulyás Mihály stratégiai igazgató, majd tanácsadó volt a Környezetvédelmi és Vízügyi Minisztériumban a Medgyessy-kormány idején. Anyja Gurmai Zita, az MSZP országos elnökségének tagja, 2004–2014 között EP-képviselő.

## Pártpolitikai tevékenysége
Az MSZP tagja és a józsefvárosi szervezetének alelnöke volt. 2014 augusztusában kilépett a pártból.
A helyi képviselő-testület – a szocialisták javaslatára – a Józsefvárosi Közösségi Házak Nonprofit Kft. felügyelőbizottsági tagjának delegálta, ahol 2008 óta ingyen dolgozik.

## Közéleti és internetes aktivitása
Szerzője volt az Egyenlítő blognak, az MSZP webkettes vezérmédiumának, és elemzői jogot kapott az Egymillióan a sajtószabadságért oldalhoz. 2009-ben létrehozta a Fideszfigyelő blogot, majd 2010-ben az MSZP ifjúsági szervezetének támogatásával a Tiltakozunk a felsőoktatási törvény egyoldalú módosítása ellen Facebook-oldalt. 2014 októberében az általa alapított Százezren az internetadó ellen közösségi oldalon szervezték az tüntetéseket az internetadó ellen.